# Наимова, Гулжаной Абдулло кизи
Гулжаной Абдулло кизи Наимова (узб. Guljanoy Abdullo qizi Naimova; род. 1 января 2001 года, Узбекистан) ― узбекская тхэквондистка-паралимпиец, выступающая в весовой категории свыше 58 кг. В 2021 году на XVI Летних Паралимпийских играх выиграла золотую медаль, став первой чемпионкой игр по тхэквондо из Узбекистана. Двукратная призёр Чемпионата мира по паратхэквондо, призёр Чемпионата Европы по паратхэквондо.

## Карьера
В 2017 году на Чемпионате мира по паралимпийскому тхэквондо в Лондоне (Великобритания) в классе K44 в весовой свыше 58 кг завоевала серебряную медаль. В 2019 году на Чемпионате мира по паралимпийскому тхэквондо в Анталии (Турция) в классе K44 в своей весовой категории завоевала бронзовую медаль. В этом же году на Чемпионате Европы по паралимпийскому тхэквондо в Бари (Италия) завоевала серебряную медаль.
В 2021 году на Летних Паралимпийских играх в Токио (Япония) в классе K44 в весовой свыше 58 кг в финале одержала победу над бразильянкой Дебора Безерра де Менезес, став первой олимпийской чемпионкой по тхэквондо из Узбекистана. В этом же году президент Узбекистана Шавкат Мирзиёев присвоил Гулжаной Наимовой почетное звание «Узбекистон ифтихори» («Гордость Узбекистана»).
В 2024 году указом президента Узбекистана Шавката Мирзиёева награждена званием «Заслуженный спортсмен Республики Узбекистан».